# Relaciones Kenia-México
Las naciones de Kenia y México establecieron relaciones diplomáticas en 1977. Ambas naciones son miembros del Grupo de los 15, G24 y de las Naciones Unidas.

## Historia
Kenia y México establecieron relaciones diplomáticas el 15 de marzo de 1977, catorce años después de que Kenia se independizara del Reino Unido. En marzo de 1981, México abrió una embajada en Nairobi. Desde el establecimiento de relaciones diplomáticas, ambas naciones han aumentado sus implicaciones en cooperación mutua de cooperación científica, educativa y cultural.
En 2010, México fue sede de la Conferencia de las Naciones Unidas sobre el Cambio Climático de 2010 lo cual se celebró en Cancún. Entre los invitados estaba el primer ministro keniano Raila Odinga. Durante la conferencia, el presidente mexicano Felipe Calderón y el primer ministro Odinga se reunieron y durante su reunión ambos líderes discutieron continuando discusiones de alto nivel y firmando acuerdos sobre educación, medio ambiente, cooperación aeronáutica, salud y extradición entra ambas naciones. En 2011 y en 2014; una delegación parlamentaria de Kenia visitó México para discutir cuestiones relativas a la seguridad nacional, la lucha contra la delincuencia organizada, los refugiados y la cooperación financiera.
En 2014, el Secretario de Medio Ambiente de México, Juan José Guerra Abud, visitó Nairobi para asistir a la primera reunión de la asamblea universal para el Programa de las Naciones Unidas para el Medio Ambiente. En mayo de 2018, el embajador Tom Amolo, secretario Político y diplomático del Ministerio de Relaciones Exteriores y Comercio Internacional de Kenia, realizó una visita a México para asistir a la segunda reunión entre ambas naciones sobre intereses comunes y para fortalecer la cooperación política y económica.
En 2020, ambas naciones celebraron su tercera Reunión sobre Mecanismo de Consulta Política la cual se llevó a cabo de manera virtual. A lo largo de los años, la cocina mexicana, el alcohol y las telenovelas han tenido un impacto en Kenia.

## Visitas de alto nivel
Visitas de alto nivel de Kenia a México
- Primer ministro Raila Odinga (2010)
- Secretario político y diplomático Tom Amolo (2018)

Visitas de alto nivel de México a Kenia
- Secretario de Medio Ambiente Juan José Guerra Abud (2014)
- Director general para África y Medio Oriente Jorge Álvarez Fuentes (2018)
- Subsecretaria de Asuntos Multilaterales y de Derechos Humanos Martha Delgado (2019)
- Subsecretario de Derechos Humanos y de la Migración Alejandro Encinas Rodríguez (2019)

## Relaciones bilaterales
Ambas naciones han firmado varios acuerdos bilaterales, como un Acuerdo de Cooperación (1995); Acuerdo para establecer consultas sobre intereses mutuos (2007); Acuerdo de Cooperación sobre la Protección y Conservación de Especies y del Medio Ambiente (2007); Acuerdo de Cooperación en Educación para la Diplomacia y las Relaciones Internacionales (2008); Acuerdo de Cooperación en Salud (2010) y un Acuerdo de Cooperación para la Administración de Comisiones Electorales Independientes (2011).

## Migración

La corredora Risper Biyaki ganando la medalla de plata en el 10,000 metros femeninos para México en los Juegos Panamericanos de 2019.

Los kenianos son un grupo de inmigrantes reciente en México y están formados principalmente por atletas y sus familias. Estos individuos han llegado a entrenar en las altas altitudes para el funcionamiento de la resistencia. La comunidad más grande de Kenia se encuentra en la ciudad mexicana de Toluca que tiene una elevación de 2.667m y está en la proximidad de los 4.680m Nevado de Toluca. El estado de Zacatecas es también un destino debido a la elevación y similitud con la geografía de Kenia. Otro factor que hace a México atractivo para los atletas es su ubicación para el fácil acceso a maratones en América del Norte y del Sur. Estos kenianos residentes dominan maratones nacionales. Muchos de estos corredores ahorran ganancias para enviar a sus familias en Kenia.
Un grupo de kenianos con la Nacionalidad mexicana son profesionales y notables. Los individuos notables incluyen los corredores Hillary Kipchirchir Kimaiyo y Risper Biyaki, el actor Arap Bethke y la actriz Lupita Nyong'o.

## Relaciones comerciales
En 2023, el comercio bilateral entre ambas naciones ascendió a $21.4 millones de dólares. Las principales exportaciones de Kenia a México incluyen: semillas, frutas, verduras, vegetales y aceite vegetal; café, té, prendas de vestir y minerales de titanio. Las principales exportaciones de México a Kenia incluyen: extracto de malta, alcohol, motores de combustión interna de encendido por compresión, teléfonos y teléfonos móviles, medicamentos, y petróleo. Empresas multinacionales mexicanas como Gruma y Grupo Rotoplas operan en Kenia.

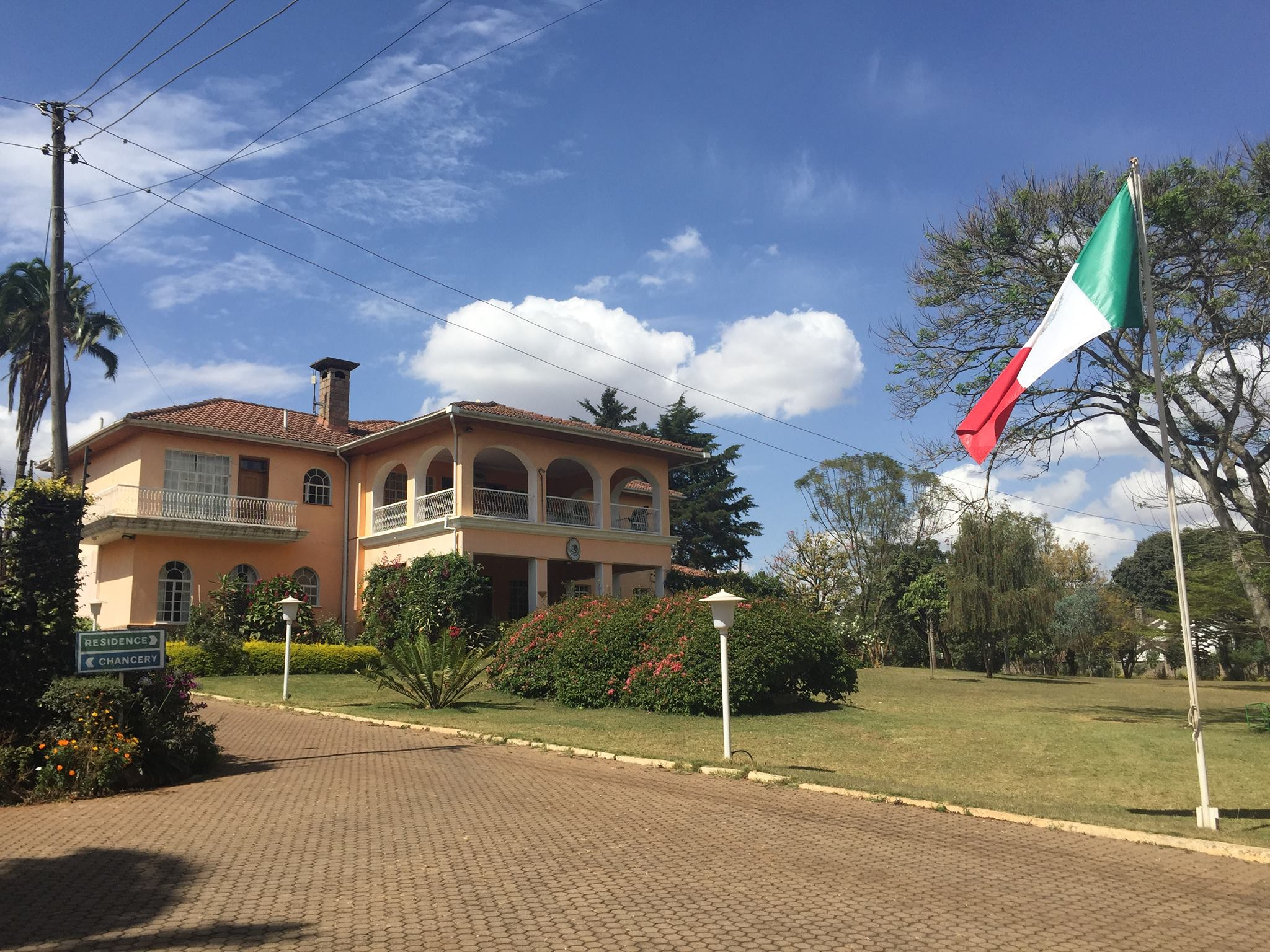
Embajada de México en Nairobi

## Misiones diplomáticas residentes
- Kenia está acreditada ante México a través de su embajada en Washington D. C., Estados Unidos.[12]
- México tiene una embajada en Nairobi.[13]